# Membracis lunata
Membracis lunata är en insektsart som beskrevs av Fabricius. Membracis lunata ingår i släktet Membracis och familjen hornstritar. Inga underarter finns listade i Catalogue of Life.